# Recolhimento da Caridade
O Recolhimento da Caridade é um conjunto de 5 edifícios existentes na rua do Carmo em Braga. A instituição de caridade (actualmente extinta) foi fundada em 1768 pelo arcebispo Gaspar de Bragança.

## História
Nas propriedades do Dr. Manuel da Silveira, cavaleiro fidalgo da Casa Real, foi transferido um recolhimento fundado por António Pinto, imaginário da rua dos Chãos, que comprou umas casas na rua do Carvalhal, onde instalou um grupo de mulheres piedosas que ensinavam as meninas pobres a ler, escrever e mais prendas próprias da sua condição de mulheres. O Dr. Silveira ofereceu, em 1785, a sua casa junto ao referido recolhimento para aumento dos cómodos das recolhidas, que usavam o hábito das Trinas. Pelos anos de 1785, esse recolhimento encontrava-se já nas Casas que tinham pertencido ao referido fidalgo na rua do Carmo e que as Recolhidas tinham comprado e na qual foi instalada uma pequena capela da invocação de São João da Mata. As obras de edificação deste pequeno templo terminaram no ano de 1768, sendo benzida em 21 de Janeiro do ano seguinte. pelo padre José de Araújo da Costa, Prior da Apúlia. e a primeira missa foi aqui celebrada no dia 23 do mesmo mês. A lei de Abril de 1911, que separou a Igreja do Estado, fez passar então não só os edifícios como os paramentos, alfaias, imagens, quadros e tudo o que pertencia tanto à Capela como ao Convento para a posse do Estado. 
No século XIX o recolhimento foi casa de roda dos expostos e no século XX asilo.
No final do século XX, quando os edifícios estavam em avançado estado de abandono e degradação, foram restaurados e reconstruidos para serem utilizados em serviços públicos, encontram-se lá os serviços oficiais do GAT (Gabinete de Apoio Técnico aos Municípios do Alto Cávado).
O edifício situado a sul com o número 33 apresenta no seu interior uma bela escadaria e a roda dos enjeitados.
Os restantes edifícios apresentam os vãos com as gelosias típicas.
Classificado como Imóvel Interesse Municipal em 1986.